# Svenska mästerskapen i skidskytte 2011
Svenska mästerskapen i skidskytte 2011 arrangerades mellan 25 och 27 mars 2011 i Östersund i samarbete mellan klubbarna Tullus SG och Biathlon Östersund.
Mästerskapet bestod av tre grenar för damer och herrar: distans, stafett och jaktstart. Nedan följer resultaten i huvudtävlingen, det tävlades även i flera åldersklasser under SM.

## Resultat

### Damer
Distans 25 mars 2011
| Placering | Tävlande           | Klubb              |
| Guld      | Anna Maria Nilsson | Biathlon Östersund |
| Silver    | Elisabeth Högberg  | I21 IF             |
| Brons     | Jenny Jonsson      | I21 IF             |
| 4         | Anna Carin Zidek   | Lillhärdals IF     |
| 5         | Emelie Larsson     | Bore Biathlon      |
Stafett 26 mars 2011
| Placering | Tävlande                                                  | Klubb                    |
| Guld      | Elisabeth Högberg, Jenny Jonsson, Helena Ekholm           | I21 IF lag 1             |
| Silver    | Chardine Sloof, Elin Mattsson, Emelie Larsson             | Bore Biathlon lag 1      |
| Brons     | Annika Weissnegger, Anna Maria Nilsson, Olga Alifirtavets | Biathlon Östersund lag 1 |
| 4         | Malin Jonsson, Madeleine Norman, Marielle Molander        | I21 IF lag 2             |
| 5         | Linn Persson, Kathrine Larsson, Sofie Olsson              | Bore Biathlon lag 2      |
Jaktstart 27 mars 2011
| Placering | Tävlande           | Klubb              |
| Guld      | Anna Maria Nilsson | Biathlon Östersund |
| Silver    | Jenny Jonsson      | I21 IF             |
| Brons     | Anna Carin Zidek   | Lillhärdals IF     |
| 4         | Emelie Larsson     | Bore Biathlon      |
| 5         | Kim Adolfsson      | Finnskoga IF       |

### Herrar
Distans 25 mars 2011
| Placering | Tävlande           | Klubb          |
| Guld      | Björn Ferry        | Storuman IK    |
| Silver    | Ted Armgren        | Vilhelmina SSK |
| Brons     | Carl Johan Bergman | Ekshärads SF   |
| 4         | David Ekholm       | Ekshärads SF   |
| 5         | Fredrik Lindström  | Anundsjö SKF   |
Stafett 26 mars 2011
| Placering | Tävlande                                                 | Klubb                    |
| Guld      | Magnus Jonsson, Henrik Forsberg, Mattias Nilsson         | Biathlon Östersund lag 1 |
| Silver    | Fredrik Larsson, Jakob Börjesson, Tobias Arwidson        | Lima SKG lag 1           |
| Brons     | Fredrik Lindström, Jonas Häggström, Roger Kristoffersson | Anundsjö SKF lag 1       |
| 4         | Christoffer Eriksson, Mikael Nilsson, Erik Forsgren      | Tullus SG lag 1          |
| 5         | Jonas Eriksson, Per Johannesson, Lucien Sloof            | Bore Biathlon lag 1      |
Jaktstart 27 mars 2011
| Placering | Tävlande           | Klubb              |
| Guld      | Björn Ferry        | Storuman IK        |
| Silver    | Fredrik Lindström  | Anundsjö SKF       |
| Brons     | Ted Armgren        | Vilhelmina SSK     |
| 4         | Carl Johan Bergman | Ekshärads SF       |
| 5         | Mattias Nilsson    | Biathlon Östersund |